# Tèssèma Eshèté
Tèssèma Eshèté, né le 27 juillet 1876 à Minjar (Éthiopie) et mort le 13 octobre 1964 à Addis-Abeba, est un poète, chanteur et musicien éthiopien.

## Biographie
Tèssèma Eshèté fut le premier musicien éthiopien enregistré en Europe en 1908. Recruté avec deux de ses compatriotes par le commerçant et aventurier allemand Arnold Holz, il se rendit en  Allemagne pour y apprendre la conduite ainsi que la mécanique automobile dans le but de fournir un chauffeur à l’empereur Menelik II auquel Arnold Holz venait d’offrir une voiture de la part du gouvernement allemand. Lors de ce séjour,  Tessema Eshete, fils d’Azmari, se retrouva dans les studios Beka à Berlin. Il y enregistra dix-sept 78 tours, contenant deux chansons chacun. Ce sont ses seuls enregistrements.
Les enregistrements de Tèssèma Eshèté ont été réédités pour le marché africain par le label Odeon, d'abord en 1926 ou 1927 puis durant l'occupation italienne de l'Ethiopie entre 1935 et 1941. Seize des dix-sept 78 tours enregistrés en 1908 ont été retrouvés dans les collections d'un musée allemand par le chercheur Wolfgang Bender au début du XXIe siècle. Ils ont été réédités en 2010.
A son retour en Ethiopie Tèssèma Eshèté connut une notoriété grâce à ses disques et une ascension sociale. Lidj Yassou, successeur de Menelik II, le nomma, fait rare pour quelqu'un n'appartenant pas à l'aristocratie éthiopienne, ministre des Postes, Télégraphes et Téléphones. La chute de Lidj Yassou est aussi celle de Tèssèma Eshèté qui fut assigné à résidence durant 23 ans.

### Discographie
- Azmari Tèssèma Eshèté, Éthiopiques 27 : Centenaire des premiers enregistrements éthiopiens, Buda Records, 2010.